# Filtro de água

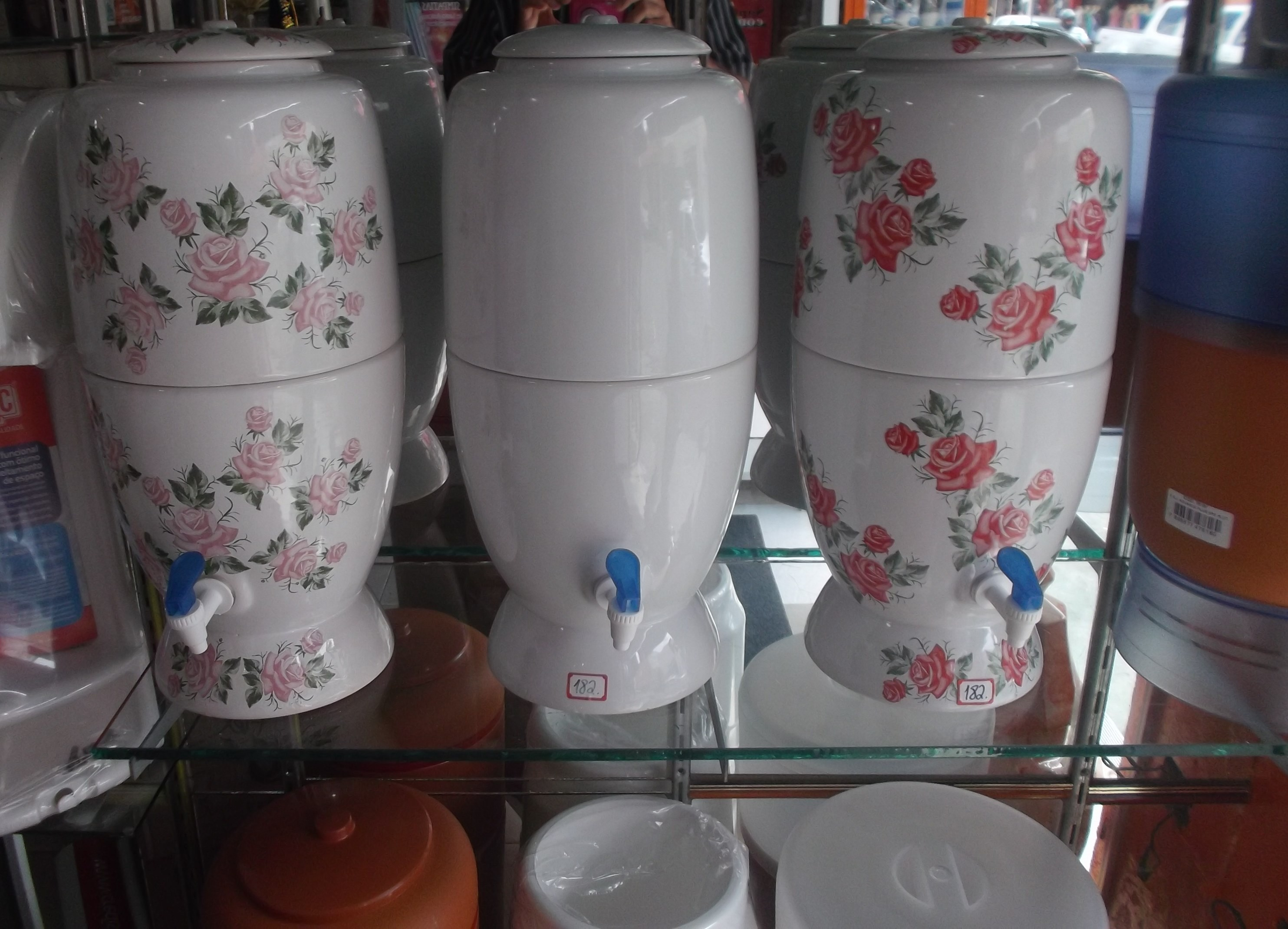
Filtro de água que usa vela de carvão ativado para filtragem

Filtro de água, ou purificador, é um equipamento que retira impurezas da água, reduzindo a quantidade de cloro e de partículas de sujeira. Os filtros de água podem ser elétricos ou não. Os modelos de filtro mais simples utilizam quartzo, areia ou carvão ativado para purificar a água que passa pelo equipamento. Já os filtros elétricos utilizam processos mais complexos para remoção de impurezas como osmose reversa e filtragem por luz ultravioleta (UV).

## Métodos de filtração
Filtros usam a coação, adsorção, troca iônica, biofilmes e outros processos para remover substâncias não-desejadas da água. Diferente do coador e do filtro de tela, o filtro pode retirar partículas muito menores do que os poros pelos quais a água passa, como o nitrato e germes como o Cryptosporidium.
Entre os métodos de filtração, está a sedimentação, usada para separar sólidos duros e suspensos da água, e o carvão ativado, onde água fervendo passa por dentro de um pano para prender os resíduos indesejáveis. Também há a técnica de dessalinização e purificação de água através de sua transposição em diversas caixas d'água de múltipla filtração. Esta técnica é utilizada em filtração de grande escala, como a feita para abastecer cidades.

## Tipos de filtro

### Filtros de barro
O filtro de barro ou filtro cerâmico, também conhecido popularmente como filtro São João, é um conjunto formado de dois recipientes cerâmicos, equipado com uma ou mais velas filtrantes e dotado de uma torneira no recipiente inferior.
A vela é uma peça oca e cilíndrica, feita de material poroso, cuja função é reter partículas e bactérias presentes na água. Embora o elemento responsável por filtrar a água seja a vela, é comum nomear todo o conjunto como filtro.

### Purificador
Purificador de água é um aparelho de uso doméstico para remoção de possíveis agentes contaminantes. Dentre as vantagens de um purificador de água estão a remoção de partículas sólidas, a redução do cloro e a inibição da proliferação de bactérias que causam odores e sabores indesejados à água.
O processo de descontaminação de um purificador de água ocorre dentro de um elemento filtrante conhecido como refil, ou filtro e geralmente se divide em três etapas: filtração, esterilização e adsorção.